# Turnia nad Drągiem
Turnia nad Drągiem (słow. Veža nad Ľadovým, niem. Eisseeturm, węg. Jegestavi torony) – wybitna turnia o wysokości 2411 m n.p.m. w Grani Kończystej, w słowackich Tatrach Wysokich. Od Drąga oddzielona jest Wyżnią Przełączką koło Drąga, a od Igieł nad Drągiem – Stadłową Przełączką.
W zachodniej ścianie Turni nad Drągiem znajduje się kilka podrzędnych obiektów, takich jak: Pasternakowa Turniczka i Pasternakowy Przechód, przez który przebiega Stwolska Ławka. Turnia nad Drągiem nie jest dostępna dla turystów, nie prowadzą na nią żadne szlaki turystyczne. Nazwa Turni nad Drągiem pochodzi od sąsiedniego Drąga. Nazwy Pasternakowa Turniczka i Pasternakowy Przechód upamiętniają Jána Pastrnáka, myśliwego dobrze znającego rejony Grani Kończystej.

## Historia
Pierwsze wejścia turystyczne:
- Miklós Szontagh (junior), Zoltán Zsigmondy i Johann Franz (senior), 11 sierpnia 1905 r. – letnie,
- Ivan Gálfy, Juraj Richvalský i Ladislav Richvalský, 13 kwietnia 1953 r. – zimowe.